# オーラム・インターナショナル
オーラム・インターナショナル（Olam International）は、シンガポールに本社を構える農業総合商社である。アジアのみならず、全世界で事業を展開している。2005年にシンガポール証券取引所に株式を公開した。

## 概要
オーラム・インターナショナルは、1989年に設立された農業総合商社である。主に取り扱っている品目はオーラム・インターナショナルの分類では以下の4分類である。
- ナッツ類、豆類、香辛料の生産。具体的には、カシューナッツ、ピーナッツ、豆類、ゴマ、香辛料が該当する。
- 飲料原料。具体的には、コーヒー豆、ココア、シアバターノキ。
- 穀類、砂糖及び日常摂取される食品。具体的には、コメ、小麦、砂糖、牛乳及びオーラム社が生産した食品を加工、包装した食品群（例えば、カシューナッツやコーヒーが該当する）
- 繊維原料。具体的には、綿花、羊毛及び毛織物が該当する。

これらの農産品の生産に関しては、世界中の農場と協力関係を築き、各国に輸出される。

## 主要生産品

### ナッツ類・豆類・香辛料
カシューナッツの場合、ブラジル、西及び東アフリカ、インド、ベトナムを中心に、15カ国の農場で生産される、7カ国の工場で加工、包装され、全世界に輸出されている。オーラム社がカシューナッツ貿易に占める全世界の取扱量の約20%を占めるようになっている。オーラム社のカシューナッツ工場の多くは、HACCPをはじめ、ISO、AIB、BRCを取得している。
ピーナッツの場合、オーラム社の農場は、主に、アルゼンチン、アメリカ合衆国、中国、南アフリカ共和国に設け、加工工場は中国にある。カシューナッツと同様に、HACCP等の資格を取得している。カシューナッツを取り扱うオフィスをシンガポール以外にもモスクワ、ダーバン、アトランタ、ジュネーヴ、ロッテルダムに設け、マーケティングを展開している。
カシューナッツ、ピーナッツのナッツ類の取扱の成功は、そのほかのナッツ類の生産にオーラム社が踏み切る契機となっている。オーラム社が取り扱うその他のナッツ類は、アーモンド、マカデミアナッツ、ペカン、ヘーゼルナッツに及ぶ。
オーラム社がゴマ事業に参画したのは、1995年のことである。ナイジェリアとブルキナファソで生産したゴマを日本に輸出したことがその始まりである。その後、オーラム社のゴマ農場はタンザニア、ウガンダ、モザンビークといった東アフリカにも拡大された。さらには、スーダン、エチオピア、インドにも拡大しており、オーラム社のゴマ貿易における量は世界の75%を占めるようになった。日本は、オーラムにおけるゴマ貿易において、最大の取引先となっている。
香辛料に関しては、オーラム社が参入したのは、2002年のことである。コショウ、クローブ、生姜、ナツメグなどの生産、販売を展開している。ベトナム、インドネシア、インド、中国、ブラジル、ナイジェリア、マダガスカルなどで生産している。

### 飲料原料
コーヒー豆の生産はオーラム社創業以来の中核事業である。オーラム社は、アフリカとアジアを中心に主にロブスタ種のコーヒー豆に特化をしていたが、ブラジルを中心にアラビカ種の生産にも着手した。オーラム社の事業拡大の結果、現在ではオーラム社はアフリカでは、コートジボワール、カメルーン、ウガンダ、タンザニアで、アジアでは、インドネシア、インド、南米ではブラジル、コロンビア、ペルー、ホンジュラスでのプレゼンスがロブスタ種に関しては大きくなっている。
ココア（カカオ）に関しては、オーラム社は世界最大規模の取扱業者である。カカオの生産は、カカオ豆のみならず、カカオ豆から加工されることで生産されるカカオ・バター、ココア飲料、ココアパウダーも含まれる。オーラム社のカカオ事業は1992年のナイジェリア事業が基点となっており、アフリカ、アジアに輸出されてきた。カカオ事業は、ナイジェリアのみならず、カメルーンやインドネシアにも拡大している。また、1998年に、ガーナにオフィスを設けることで、カカオ貿易の首位の座を築くことに成功している。
シアバターを産出するシアバターノキの栽培にも、オーラム社は取り組んでいる。1991年に、スウェーデンにシアバターを3,000トン輸出することに成功して以降、オーラム社は、ナイジェリア、ベニン、トーゴ、ガーナ、コートジボワール、ブルキナファソで栽培に取り組んでいる。オーラム社のシアバターノキ事業は、ガーナ経済の成長に大きく貢献していることで知られる。

### 穀物・砂糖・加工食品
コメもまた、オーラム社の中核事業である。生産から流通、販売まで一貫して事業として取り組んでいる。その結果として、オーラム社はコメビジネスで世界有数の規模を誇るようになった。
コメ以外の穀物事業にもオーラム社は参入しており、オーストラリアでは小麦の栽培を展開している。オーストラリアで生産された小麦は、東南アジア、南アジア、中国、日本の各地に輸出されている。オーストラリアでの成功はロシアやアルゼンチンに導入されており、ロシア産の小麦は、トルコ、イスラエル、アルバニア、イタリア、ギリシャ、リビア、レバノンといった地中海諸国に輸出され、アルゼンチン産の小麦は、ブラジルに輸出されている。小麦以外にも小麦粉、飼料用小麦、大麦、ライ麦、大豆、キャノーラなどの穀物及び穀物からの加工食品をオーラム社は取り扱っている。
オーラム社の砂糖事業は1995年のガーナとナイジェリアからの砂糖の輸入事業を起点としている。砂糖生産において上位を占めているブラジル、インド、タイからの輸入も取り扱うようになり、貿易量は拡大している。東南アジアにおいては、インドネシア、バングラデシュ、スリランカでも、オーラム社は活動しており、オーラム社が生産・加工した砂糖は、ロシアや中東市場に輸出されるようになっている。

### 綿花・羊毛
オーラム社は、10万人以上の農園経営者と契約を結ぶことで、世界最大規模の綿花取扱業者となっている。オーラム社の綿花事業の中心はアジアとアフリカである。2008年には、オーストラリアにおいて、羊毛事業にも参入した。